# David Serero

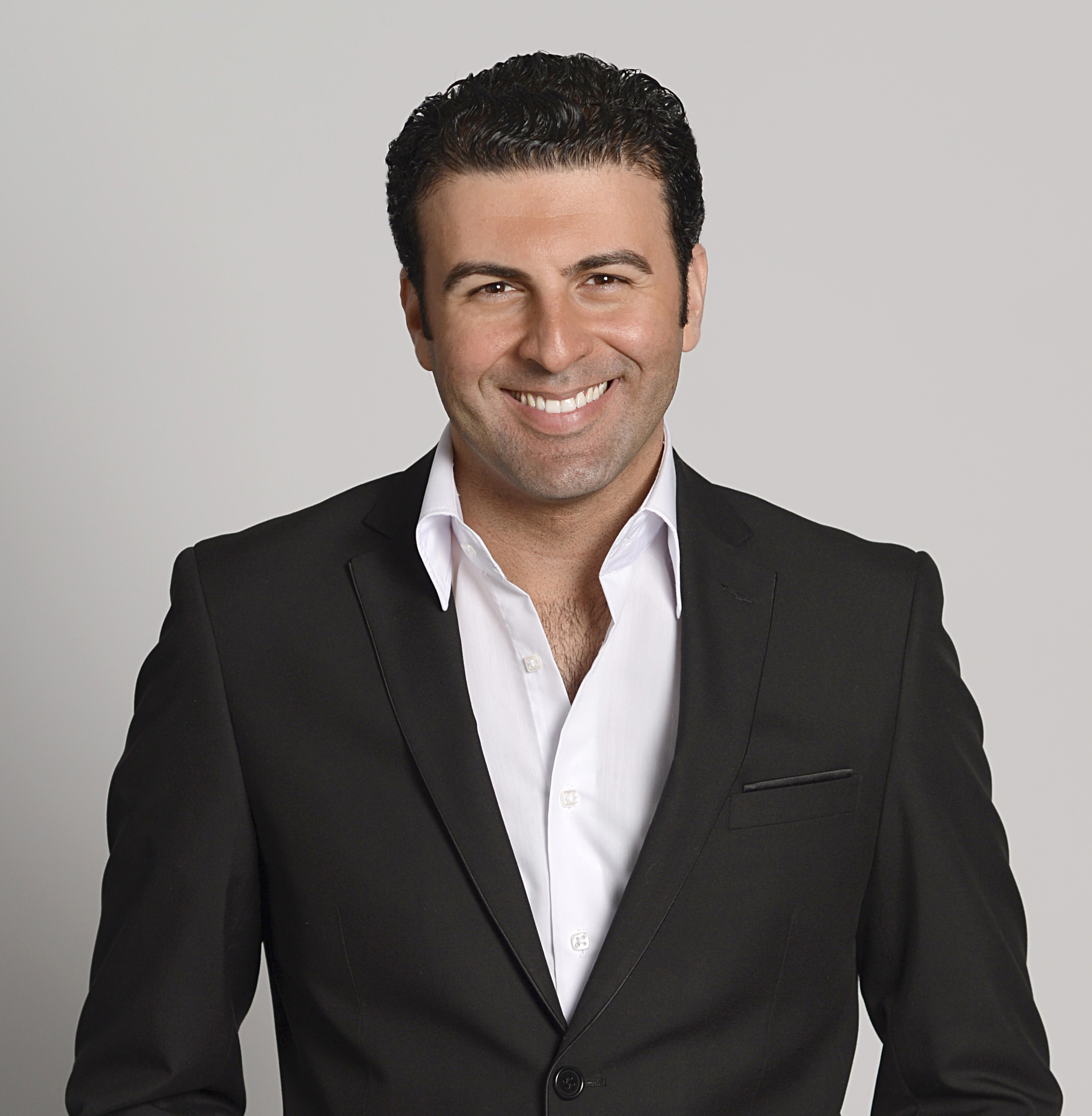
David Serero, 2014

David Serero (geboren 1981 in Paris) ist ein französischer Opernsänger (Bariton), Schauspieler und Produzent.

## Leben und Wirken

### Musikalische Laufbahn
David Serero studierte Jazzklavier an der American School of Modern Music sowie der Bill Evans Piano Academy in Paris und schloss beide Ausbildungen als Pianist und Arrangeur ab. Von 2001 bis 2003 erhielt er in New York City Gesangsunterricht bei Lehrern des Broadway und der Metropolitan Opera sowie Schauspielunterricht am HB Studio, wo er erste Theaterrollen spielte. Anschließend studierte er Gesang am Sankt Petersburger Konservatorium und debütierte dort als Opernsänger als Scarpia inTosca und Germont in La Traviata. Daraufhin folgte eine Einladung von Valery Gergiev zur Sängerakademie des Mariinski-Theaters.
In Europa debütierte Serero 2006 als Escamillo in Carmen an der rumänischen Staatsoper Brașov. Kurze Zeit später folgte sein Debüt in Amerika als Alfio in Cavalleria rusticana und Canio in I Pagliacci in Harrisburg. 2008 spielte er den Dr. Malatesta in Don Pasquale mit dem Centre Philharmonic Orchestra in Bordeaux und kehrte anschließend an die Staatsoper Brașov zurück, wo er den Encouragement-Preis der Bizet-Foundation für seine Darstellung des Zurga in Les pêcheurs de perles erhielt.
Es folgten weltweite Auftritte in Konzerten, Opern, Operetten und Musicals sowie auf Festivals in Europa, Amerika, Japan und Israel. Er gastierte unter anderem in der Opéra Garnier, im Olympia Paris, vor dem Eiffelturm, in der Carnegie Hall, im Lincoln Center, im Wembley-Stadion, am Times Square, im Concertgebouw Amsterdam, der Tschaikowski Concert Hall in Moskau und an der Budapester Oper. Dabei sang mehr als 40 Partien in Oper, Operette und Musical. 2012 und 2013 trat von dem israelischen Präsidenten Shimon Peres mit Felicja Blumental in Tel Aviv auf.
Für die Darstellung der Rolle des Valiente in der Operette Andalousia erhielt er den Preis des besten Sängers/Schauspielers von der Dale-Wasserman-Stiftung in Los Angeles. 2012 trat er in der Hauptrolle des Happy Mac in Duke Ellingtons einzigem Broadway-Musical Beggar’s Holiday in Paris auf. Serero sang diese Rolle außerdem auf dem Studioalbum des gleichnamigen Musicals. Sein Solo-Debüt mit seiner One-Man-Musicalshow gab Serero 2013 am Broadway im Bernstein Theatre, wo er auch in den folgenden Jahren mehrfach auftrat. 2014 spielte er seine Musicalshow über 100 Mal im Theatre du Gymnase in Paris.
Serero gründete  2012 gemeinsam mit der Hall of Paris das erste Paris Musical Film Festival sowie 2013 das erste London Musical Film Festival an der Bush Hall.

### Auftritte im Rahmen jüdischer Kulturprogramme
2011 spielte Serero die Hauptrolle in der weltweit ersten hebräischen Oper The Dybbuk auf dem Kfar Blum Festival in Israel und trat in der Synagoge von Nazareth in Paris auf anlässlich des Europäischen Tags der jüdischen Kultur. 2013 spielte er seine Opern-Soloshow in der Großen Synagoge in Paris. 2012 und 2013 trat von dem israelischen Präsidenten Shimon Peres mit Felicja Blumental in Tel Aviv auf. 2015 spielte er den Shylock in Der Kaufmann von Venedig von William Shakespeare im Zentrum für jüdische Geschichte in New York. Er war außerdem Gastkünstler beim New York Jewish Music Festival.

### Wirken als Schauspieler
Serero verkörperte als Theaterschauspieler unter anderem Hauptrollen in Werken von William Shakespeare, darunter 2015 die Rollen König Edward und Ratcliff in Richard III. in New York mit der Oxford Shakespeare Company sowie die Hauptrolle des Marcel Proust in dem Stück Proust & Joyce at the Hotel Majestic. Er trat in verschiedenen Produktionen im französischen Fernsehen auf und spielte Rollen in zahlreichen französischen und amerikanischen Filmen.

### Produktionen, Aufnahmen und Alben
Serero veröffentlichte zahlreiche Alben, DVDs und Videos. Darunter 2013 das Musical You Are Not Alone als Komponist, Regisseur und Produzent, indem er auch gemeinsam mit Jermaine Jackson in der Hauptrolle auftrat. Er arrangierte und produzierte außerdem I Wish You Love, Jacksons Album mit Jazz-Standards. Ebenfalls 2013 veröffentlichte er sein Debüt-Soloalbum All I Care About is Love. 2014 nahm er die Hymne für die brasilianischen Fußball-Weltmeisterschaft auf und veröffentlichte das Album The Broadway Baritone (Volume 1) gemeinsam mit dem Prager Philharmonieorchester sowie das The Crooner Baritone – The Frank Sinatra Classics.
2015 folgte die Veröffentlichung des Albums David Serero chante Luis Mariano JAZZ!. Das von ihm selbst arrangierte und produzierte Album in französischer Sprache ist eine Hommage an den Sänger Luis Mariano. Im gleichen Jahr folgte das Album Sephardi in Juden-Spanisch, das er selbst arrangierte und produzierte sowie eine Vokalversion der Arie Habanera aus Carmen als Duett mit dem Beatboxer Mythe Boxe.

## Caritatives und kulturelles Engagement
Serero trat bei Wohltätigkeitskonzerten auf, unter anderem für UNICEF, im Hadassah Hospital in Jerusalem, im Meir Panim in New York City, bei der Jewish Deaf Association in London und bei Broadway Cares in New York City. Er führte außerdem Opernprogramme in Schulen, Krankenhäusern und Gefängnissen auf. Er ist seit 2011 Präsident des Young Hadassah in Frankreich und gründete die Initiative Les Talents Interdits zur Wiederbelebung von Werken von Komponisten, deren Musik während des Dritten Reiches verboten war.

## Auszeichnungen
- 2006: Künstlerischer Botschafter der Stadt Brașov
- 2008: Encouragement-Preis der Bizet Foundation für seine Darstellung der Rolle des Zurga aus Pearls Fischer
- 2010: Excellenz-Preis der French Union of Master Singers
- 2012: Auszeichnung als „Bester Schauspieler/Sänger“ für Don Quixote durch die Dale Wasserman Foundation

## Rollenrepertoire (Auswahl)

### Oper und Operette
- Escamillo in Carmen von Georges Bizet
- Zurga in Les pêcheurs de perles von Georges Bizet
- Alfio in Cavalleria Rusticana von Pietro Mascagni
- Tonio in I Pagliacci von Ruggero Leoncavallo
- Scarpia inTosca von Giacomo Puccini
- Germont in La Traviata von Giuseppe Verdi
- Titelrolle in Nabucco von Giuseppe Verdi
- Titelrolle in Otello von Giuseppe Verdi
- Amonasro in Aida von Giuseppe Verdi
- Dr. Malatesta in Don Pasquale von Gaetano Donizetti
- Enrico in Lucia di Lammermoor von Gaetano Donizetti[35]
- Titelrolle in Cyrano de Bergerac von Franco Alfano
- Titelrolle in Don Giovanni von Wolfgang Amadeus Mozart
- La Grande Duchesse de Gerolstein von Jacques Offenbach
- Don Andrès de Ribeira in La Périchole von Jacques Offenbach
- Zapata in Chanteur de Mexico von Francis Lopez

### Broadway-Musicals
- Beggar / Happy Mac in Beggar's Holiday von Duke Ellington
- King of the Sea in The Little Mermaid
- Don Quixote in Man of La Mancha von Mitch Leigh
- You are not alone mit Jermaine Jackson
- Chef Bruno in Truffles, a Murder mystery
- Xmas for Jews, a comic Jewish tragedy

### Theaterrollen
- Titelrolle Richard III. von William Shakespeare
- Christopher Sly & Vincentio in Der Widerspenstigen Zähmung von William Shakespeare
- Shylock in Der Kaufmann von Venedig von William Shakespeare
- Louis, der Dauphin & Robert Faulconbridge in König Johann von William Shakespeare
- Marc Anton in Julius Caesar von William Shakespeare
- Stanley in Endstation Sehnsucht  von Tennessee Williams
- Titelrolle in Napoleon von Stanley Kubrick
- Reb Dovidl in The Yiddish King Lear von Jakob Gordin
- Marcel Proust in Proust & Joyce at the Hotel Majestic
- Uncle Louie in Lost in Yonkers von Neil Simon

## Diskografie (Auswahl)
- David Serero Live Jewish Music from Paris (2011)
- David Serero & Cyprien Katsaris, Live from Paris (2011)
- I Wish You Love mit Jermaine Jackson (2012)
- Beggar's Holiday, the Duke Ellington Broadway Musical (2012)
- David Serero als Don Quixote aus Man of La Mancha (2013)
- All I Care About is Love (2013)
- The Crooner Baritone, The Frank Sinatra Classics (2014)
- Napoleon's love letters to Josephine (in Französisch) (2014)
- The Broadway Baritone, Volume 1 (2014)
- You are not alone, Live with Jermaine Jackson (2014)
- Scarface, The Musical (2014)
- Sephardi (2015)
- Richard III (in Französisch) (2015)
- The Merchant of Venice (2015)
- David Serero chante Luis Mariano JAZZ! (2015)
- All My Love is For You (2016)

## Filmografie (Auswahl)

### Filme
- 2008: The Miracle Seller
- 2011: The Day I Saw Your Heart
- 2011: La verite si je mens! 3
- 2014: The Kingdom of the Alley
- 2014: Capicola
- 2014: Super Paradise
- 2014: Laundry Day
- 2014: Amarena
- 2014: There will come soft rains
- 2012: Chinese Zodiac CZ12 – Regie: Jackie Chan
- 2015: Nur wir drei gemeinsam (Nous Trois ou Rien)
- 2015: Alice in America
- 2015: Tango Shalom
- 2015: Again
- 2015: The Redemption
- 2015: New York Vertigo
- 2015: Winter Has No Sun
- 2015: Day to Night
- 2015: Sorry Charlie
- 2015: Near it All
- 2015: Eva & Leon

### Fernsehen
- 2008: Code barge
- 2008: Juste un pitch
- 2009: Krach
- 2011: Der Staat schweigt (Silences d'Etat)
- 2011: C'est la crise
- 2011: Une famille formidable
- 2011: Las Vegas Hotel
- 2011: L’attaque
- 2011: Platane
- 2013: Royal Palace
- 2013: Profiling Paris (Profilage, 1 Folge)
- 2015: Napoleon in New York
- 2015: Whistleblowers
- 2015: Suddenly Rich